# Lake Tahoe (film)
Pour les articles homonymes, voir Lac Tahoe.
Pour plus de détails, voir Fiche technique et Distribution.
Lake Tahoe est un film mexicain réalisé par Fernando Eimbcke, sorti en 2008.

## Fiche technique
- Titre français : Lake Tahoe
- Réalisation : Fernando Eimbcke
- Scénario : Fernando Eimbcke et Paula Markovitch
- Photographie : Alexis Zabe
- Pays d'origine : Mexique
- Genre : drame
- Date de sortie : 2008

## Distribution
- Diego Cataño : Juan
- Hector Herrera : Don Heber
- Daniela Valentine : Lucia
- Juan Carlos Lara II : David

## Récompenses
- Berlinale 2008 : Prix FIPRESCI de la Berlinale